# Endoxyla minutiscripta
Endoxyla minutiscripta is een vlinder uit de familie van de Houtboorders (Cossidae). De wetenschappelijke naam van deze soort is voor het eerst voorgesteld als Eudoxyla (Zeuzera) minutiscripta door Thomas Pennington Lucas in een publicatie uit 1898.
De spanwijdte bedraagt bij het vrouwtje 58 millimeter.
De soort komt voor in Australië (Queensland).